# Gymnopais sexcornutus
Gymnopais sexcornutus är en tvåvingeart som beskrevs av Bobrova 1975. Gymnopais sexcornutus ingår i släktet Gymnopais och familjen knott. Inga underarter finns listade i Catalogue of Life.